# Misodendrum
Misodendrum (früher war auch eine andere Schreibweise möglich: Misodendron G.Don orth. var. oder Myzodendron R. Br. orth. var.) ist die einzige Pflanzengattung der monotypischen Familie der Misodendraceae J. Agardh (früher auch andere Schreibweise: Myzodendraceae).

## Vorkommen
Die Heimat der Misodendrum-Arten beschränkt sich auf das südliche Südamerika. Dort gedeihen sie im kühl gemäßigten Klima.

## Beschreibung
Misodendrum-Arten sind Stamm-Parasiten an Nothofagus-Arten, genauer Hemiparasiten. Die wechselständigen, einfachen Laubblätter sind bei manchen Arten reduziert; bei manchen Arten sind die Blätter blühender Zweige ganz anders als von nichtblühenden.
Die Pflanzen sind zweihäusig getrenntgeschlechtig (diözisch). Die kätzchenähnlichen Blütenstände sind zusammengesetzte Rispen oder Ähren. Die männlichen Blüten haben keine Blütenhüllblätter und nur einen Staubblattkreis mit zwei oder drei freien Staubblättern. Die weiblichen Blüten haben drei Blütenhüllblätter und ihnen sind die drei Fruchtblätter zu einem teilweise unterständigen Fruchtknoten verwachsen. Sie bilden nussähnliche Früchte mit drei langen Anhängseln (es sind fedrige Staminodien), die durch den Wind verbreitet werden.

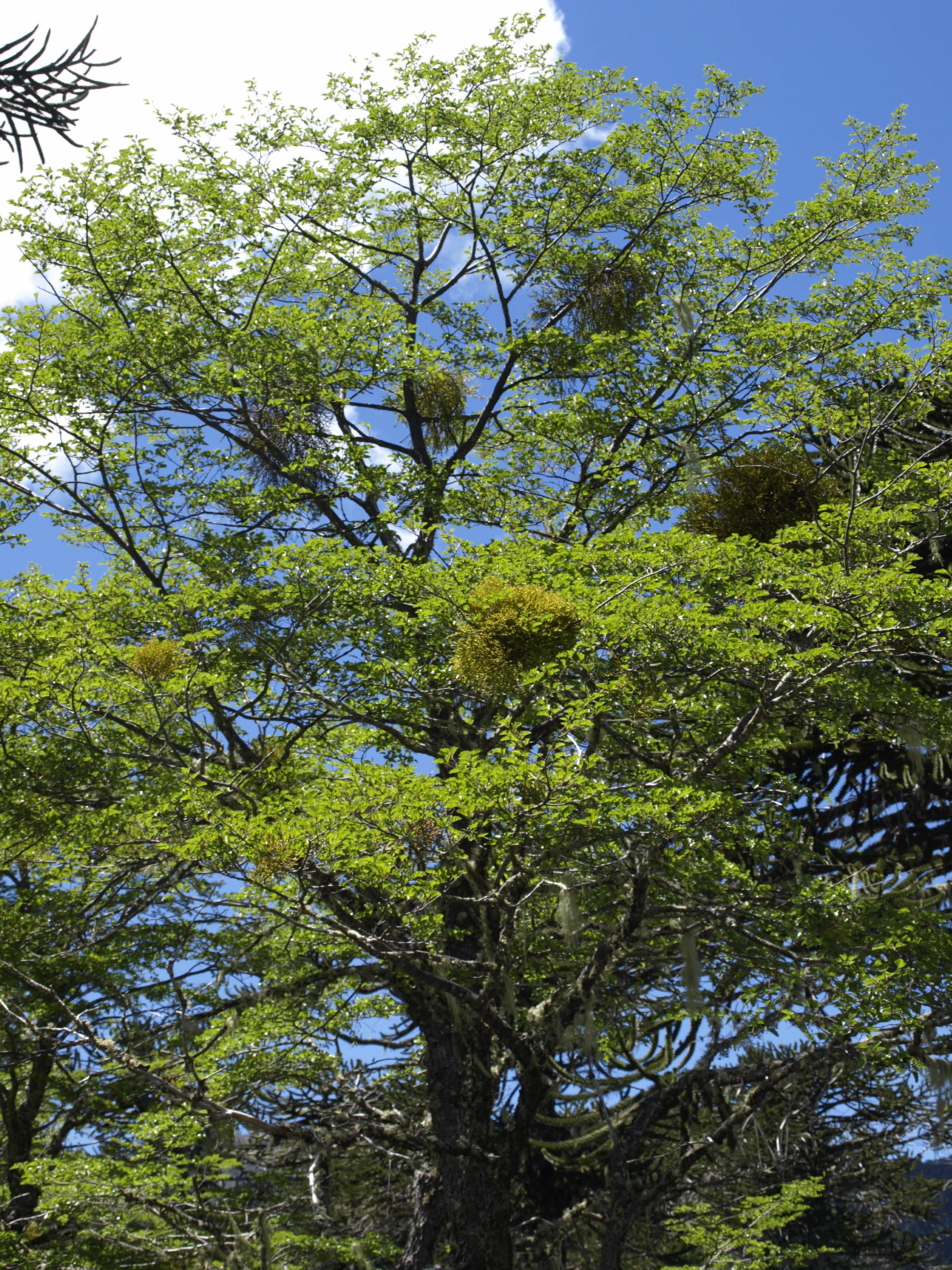
Misodendrum angulatum auf Nothofagus antarctica in Chile

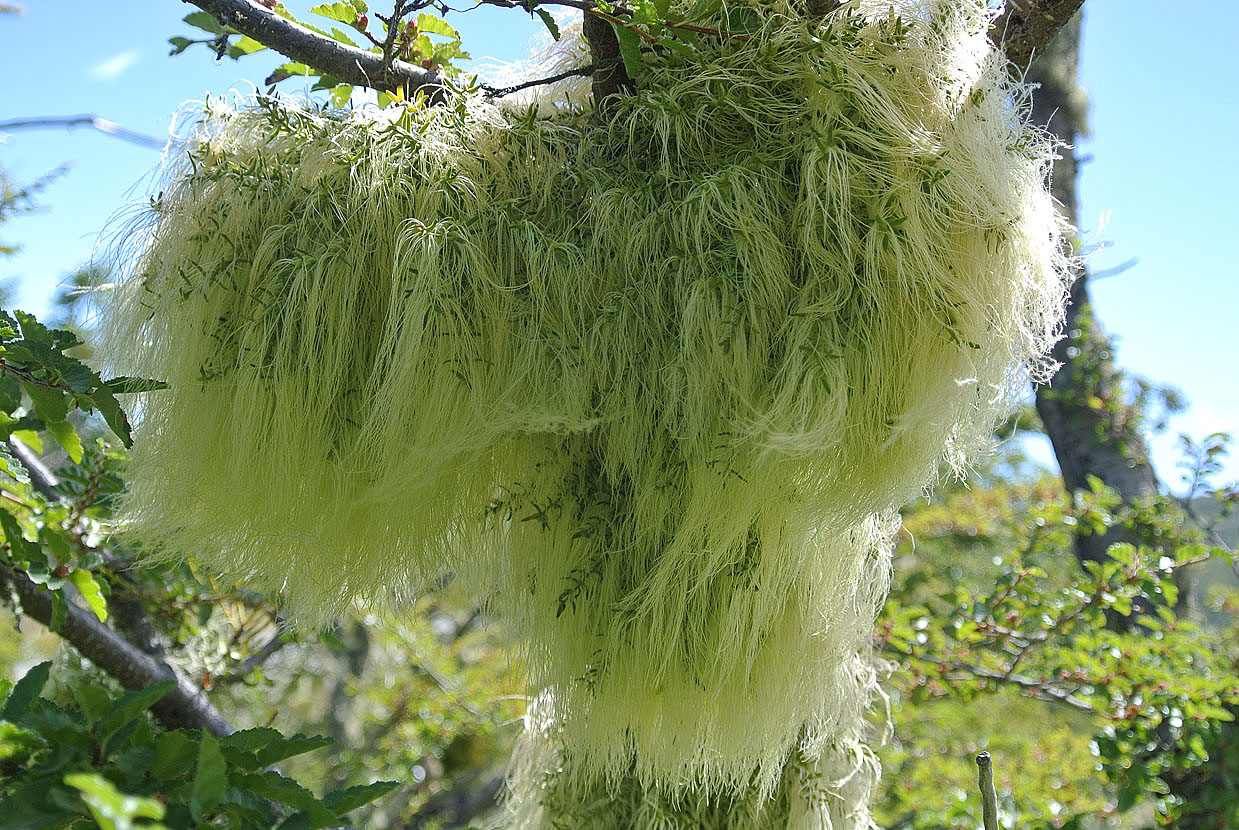
Misodendrum linearifolium

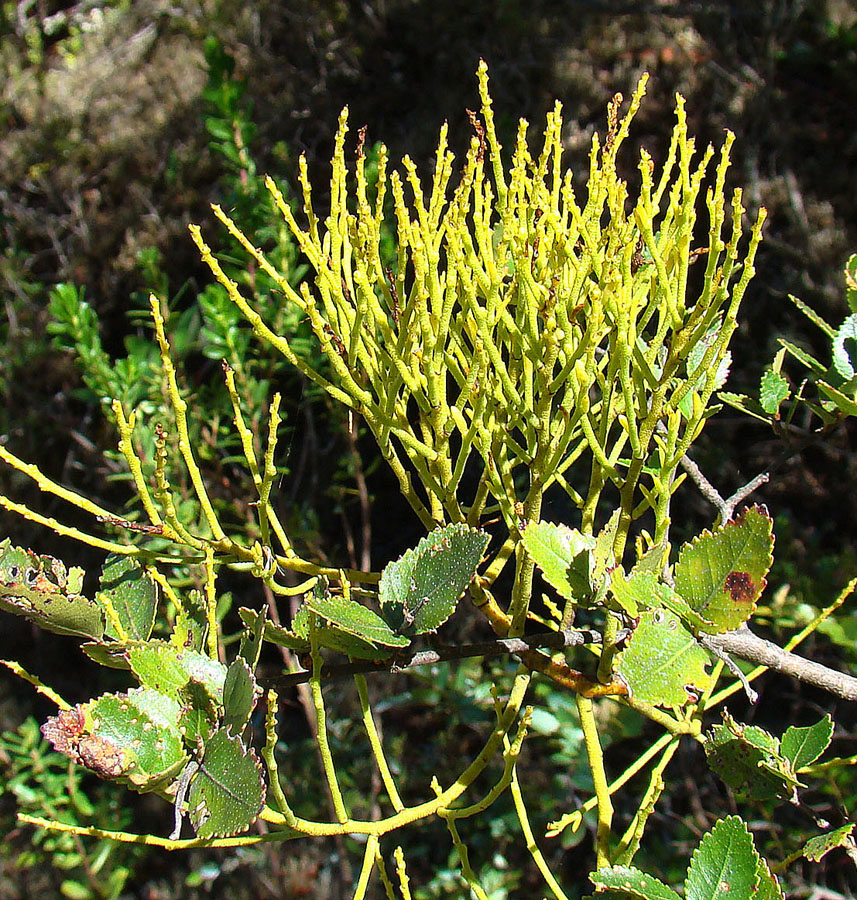
Misodendrum punctulatum

## Systematik
Zur Gattung Misodendrum gehörten früher zwölf Arten, heute zählen nur noch acht Arten dazu. Die Gattung wird in zwei Untergattungen und insgesamt fünf Sektionen gegliedert:
- Untergattung Misodendrum: Mit zwei Sektionen:
  - Sektion Heterophyllum:
    - Misodendrum angulatum Phil.: Südliches Chile bis südliches Argentinien.[2]
    - Misodendrum macrolepis Phil.: Chile.[2]

  - Sektion Misodendrum:
    - Misodendrum gayanum Tiegh.: Südliches Chile bis südliches Argentinien.[2]
    - Misodendrum punctulatum Banks ex DC.: Zentrales und südliches Chile bis südliches Argentinien.[2]

- Untergattung Angelopogon (Tiegh.) Rossow: Mit drei Sektionen:
  - Sektion Angelopogon:
    - Misodendrum linearifolium DC.: Zentrales und südliches Chile bis südliches Argentinien.[2]

  - Sektion Archiphyllum:
    - Misodendrum brachystachyum DC.: Zentrales und südliches Chile bis südliches Argentinien.[2]
    - Misodendrum oblongifolium DC.: Zentrales und südliches Chile bis südliches Argentinien.[2]

  - Sektion Telophyllum:
    - Misodendrum quadriflorum DC.: Südliches Chile bis südliches Argentinien.[2]

## Nutzung
Die Pflanzen werden eingesetzt zur äußerlichen Anwendung durch Einreiben bei Muskelschmerzen.